# Carmen Saliare

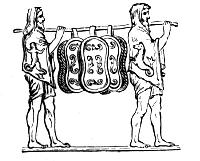
Bajorrelieve romano donde los sacerdotes salios portan sus escudos sagrados (ancilas).

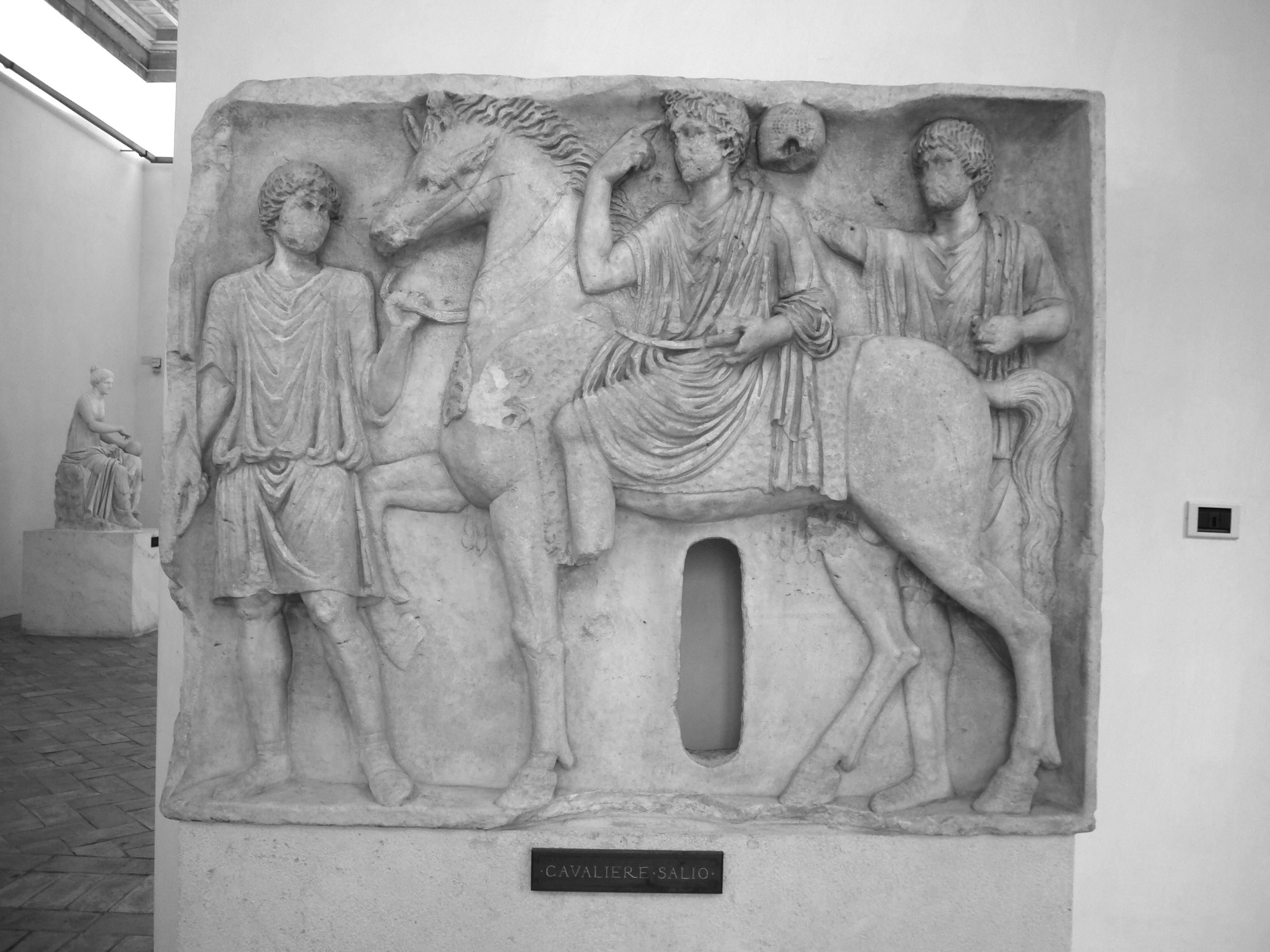
Relieve representando a los salios (Museo Nacional de Roma - Palazzo Altemps, Roma.)

El Carmen Saliare es un fragmento de un carmen de la Antigua Roma en un latín arcaico cuyo texto, ya en su tiempo, casi ininteligible, era recitado como parte de los rituales practicados por los sacerdotes salii (salios, también conocidos como 'sacerdotes danzantes').

## Ritual
Los rituales giraban principalmente en torno a los dioses Marte y Quirino. Se celebraban en los meses de marzo (ancilia movere) y en octubre (ancilia condere). Consistían en procesiones durante las que los sacerdotes, portando armaduras y armas antiguas, se detenían en lugares concretos llamados mansiones en los que danzaban ritualmente, con un ritmo de tres tiempos (tripudium), donde saltaban y golpeaban sus escudos con un bastón corto o daga, entonando a su vez el himno del Carmen Saliare. La creación de la orden de los sacerdotes salii es anterior a la fundación de la República romana, remontándose sus orígenes al reinado del mítico rey Numa Pompilio. Los sacerdotes salii eran elegidos entre los hijos de familias patricias cuyos padres todavía vivían al ser elegidos. La asunción del cargo era de por vida, pero se les permitía abandonar la orden si habían obtenido un sacerdocio o una magistratura de mayor importancia.
En los Anales escritos por el historiador romano Tácito, se revela que varios destacados romanos propusieron que se agregara el nombre de Germánico al Carmen Saliare, como recuerdo de su virtud y buena voluntad.

## Fragmentos
Algunos fragmentos del carmen, compuesto en versos saturnios, se han conservado gracias a Marco Terencio Varrón en su obra De lingua latina en los pasajes del capítulo VII 26, 27 quien transmitió el primero y el tercero y, gracias también a Quinto Terencio Escauro, que transmitió el segundo en su De orthographia. 
Los fragmentos 1 y 3 son los siguientes:
| Latín (ed. C. O. Muellerus)                    | - Cozeulodoizeso; omnia vero adpatula coemisse iamcusianes duo misceruses dun ianusve vet pos melios eumrecum . . . . - Divum empta cante, divum deo supplicante. |
| Latín (ed. A. Spengel)                         | - Cozeulodorieso omnia vero adpatula coemisse ian cusianes duonus ceruses dunus ianus ue uet pom elios eum recum . . . - divum empta cante, divum deo supplicante. |
| Latín (ed. R. G. Kent)                         | - Cozevi oborieso. Omnia vero ad Patulc<ium> commisse<i>. Ianeus iam es, duonus Cerus es, du<o>nus Ianus. Ven<i>es po<tissimu>m melios eum recum . . . - Divum em pa cante, divum deo supplicate.                                                                                    |
| Traducción española basada en (ed. R. G. Kent) | - Surge, oh Dios Sembrador. Todo lo que me he comprometido (hacia tí) como el Abridor. Ahora eres el Portero, el Buen Creador, el Buen Dios de los orígenes. Vienes especialmente, Tú el superior de estos reyes... - Cantad al Padre de los dioses, suplicad al Dios de los dioses. |

Y el fragmento 2 dice:
| Latín (ed. H. Keilius)          | † cuine ponas Leucesiae praetexere monti quot ibet etinei de is cum tonarem. |
| Reconstrucción de Theodor Bergk | Cúme tonás, Leucésie, práe tét tremónti, Quóm tibeí cúnei décstumúm tonáront |

Extracto:
| Latín con métrica   | cumé tonás, Leucésie, praé tét tremónti                                    |
| Latín clásico       | cum tonas, Lucetie, prae te tremunt                                        |
| Traducción española | Cuando truenas, oh dios de la luz (Júpiter), los hombres tiemblan ante tí. |

La mayor parte del texto sigue siendo un enigma para los lingüistas. Las palabras latinas que pueden identificarse parecen referirse a trueno, a Jano, Júpiter y Ceres. El lenguaje utilizado es tan arcaico que ya en el siglo I a. C., Cicerón declaraba que no podía entender la mayor parte del carmen en cuestión.